# Ceratinopsidis formosa
Ceratinopsidis formosa är en spindelart som först beskrevs av Banks 1892.  Ceratinopsidis formosa ingår i släktet Ceratinopsidis och familjen täckvävarspindlar. Inga underarter finns listade i Catalogue of Life.